# Mamey
Pour le fruit tropical du même nom, voir Abricotier des Antilles.
Mamey est une commune française située dans le département de Meurthe-et-Moselle, en région Grand Est.

## Géographie
Village dans la plaine de la Haye, à 30 Km de Nancy, 26 de Toul et 8 de Domèvre-en-Haye.

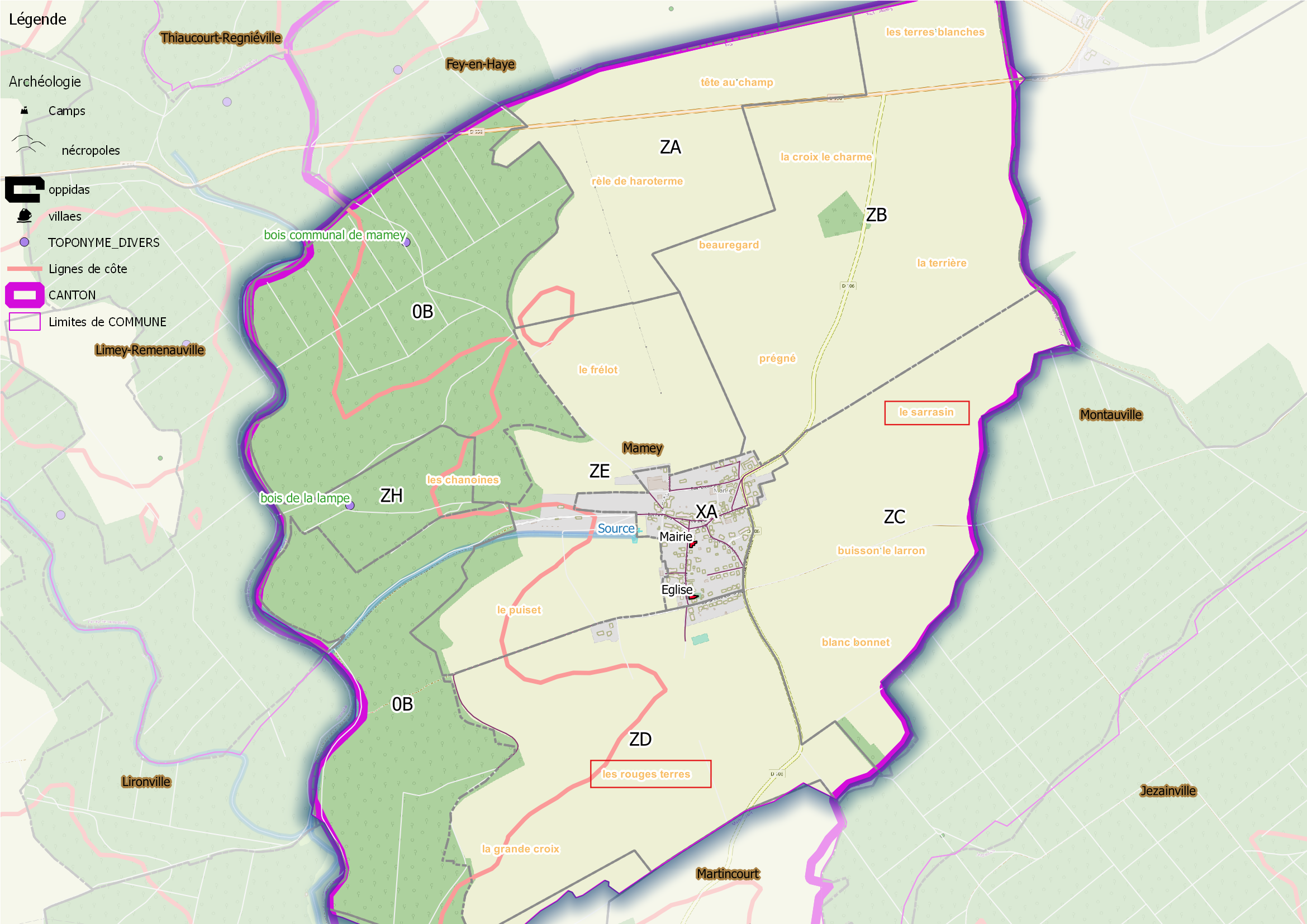
Fig. 1 - Mamey (ban communal).

D’après les données Corine Land Cover, le ban communal de 760 hectares comportait en 2011, 66 % de zones agricoles, 30 % de forêts et 3,5 % de zones urbanisées. Le territoire communal n'est arrosé par aucun cours d'eau d'après le SANDRE, mais les cartes mentionnent la source d'un ruisseau (Fig. 1) qui se jette dans le Rupt-de-Mad.

### communes limitrophes
| Limey-Remenauville | Fey-en-Haye | Montauville |
| Lironville         | Mamey       | Montauville |
| Lironville         | Martincourt | Jezainville |

### Hydrographie
La commune est dans le bassin versant du Rhin au sein du bassin Rhin-Meuse. Elle n'est drainée par aucun cours d'eau,.

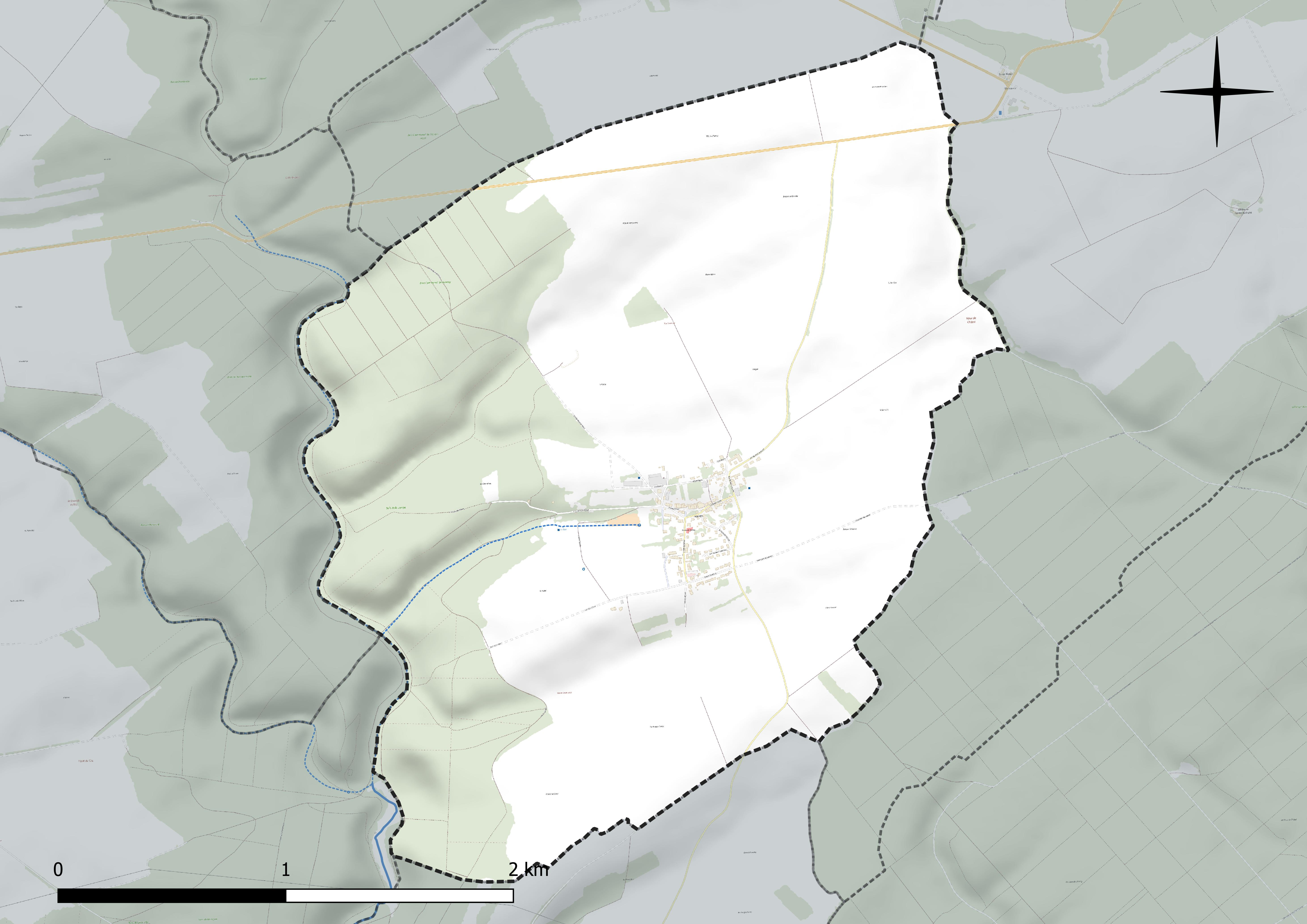
Réseau hydrographique de Mamey.

### Climat
Pour des articles plus généraux, voir Climat du Grand Est et Climat de Meurthe-et-Moselle.
En 2010, le climat de la commune est de type climat de montagne, selon une étude du Centre national de la recherche scientifique s'appuyant sur une série de données couvrant la période 1971-2000. En 2020, Météo-France publie une typologie des climats de la France métropolitaine dans laquelle la commune est dans une zone de transition entre le climat océanique altéré et le climat océanique altéré et est dans la région climatique  Lorraine, plateau de Langres, Morvan, caractérisée par un hiver rude (1,5 °C), des vents modérés et des brouillards fréquents en automne et hiver. 
Pour la période 1971-2000, la température annuelle moyenne est de 9,3 °C, avec une amplitude thermique annuelle de 16,9 °C. Le cumul annuel moyen de précipitations est de 812 mm, avec 12,2 jours de précipitations en janvier et 9,1 jours en juillet. Pour la période 1991-2020, la température moyenne annuelle observée sur la station météorologique de Météo-France la plus proche, « Nonsard », sur la commune de Nonsard-Lamarche à 16 km à vol d'oiseau, est de 10,7 °C et le cumul annuel moyen de précipitations est de 690,8 mm. 
La température maximale relevée sur cette station est de 40,1 °C, atteinte le 25 juillet 2019 ; la température minimale est de −17 °C, atteinte le 1er mars 2005,,. 
Les paramètres climatiques de la commune ont été estimés pour le milieu du siècle (2041-2070) selon différents scénarios d'émission de gaz à effet de serre à partir des nouvelles projections climatiques de référence DRIAS-2020. Ils sont consultables sur un site dédié publié par Météo-France en novembre 2022.

## Urbanisme

### Typologie
Au 1er janvier 2024, Mamey est catégorisée commune rurale à habitat dispersé, selon la nouvelle grille communale de densité à sept niveaux définie par l'Insee en 2022.
Elle est située hors unité urbaine. Par ailleurs la commune fait partie de l'aire d'attraction de Pont-à-Mousson, dont elle est une commune de la couronne,. Cette aire, qui regroupe 16 communes, est catégorisée dans les aires de moins de 50 000 habitants,.

### Occupation des sols
L'occupation des sols de la commune, telle qu'elle ressort de la base de données européenne d’occupation biophysique des sols Corine Land Cover (CLC), est marquée par l'importance des territoires agricoles (66 % en 2018), une proportion identique à celle de 1990 (66 %). La répartition détaillée en 2018 est la suivante : terres arables (66 %), forêts (30,5 %), zones urbanisées (3,5 %). L'évolution de l’occupation des sols de la commune et de ses infrastructures peut être observée sur les différentes représentations cartographiques du territoire : la carte de Cassini (XVIIIe siècle), la carte d'état-major (1820-1866) et les cartes ou photos aériennes de l'IGN pour la période actuelle (1950 à aujourd'hui).

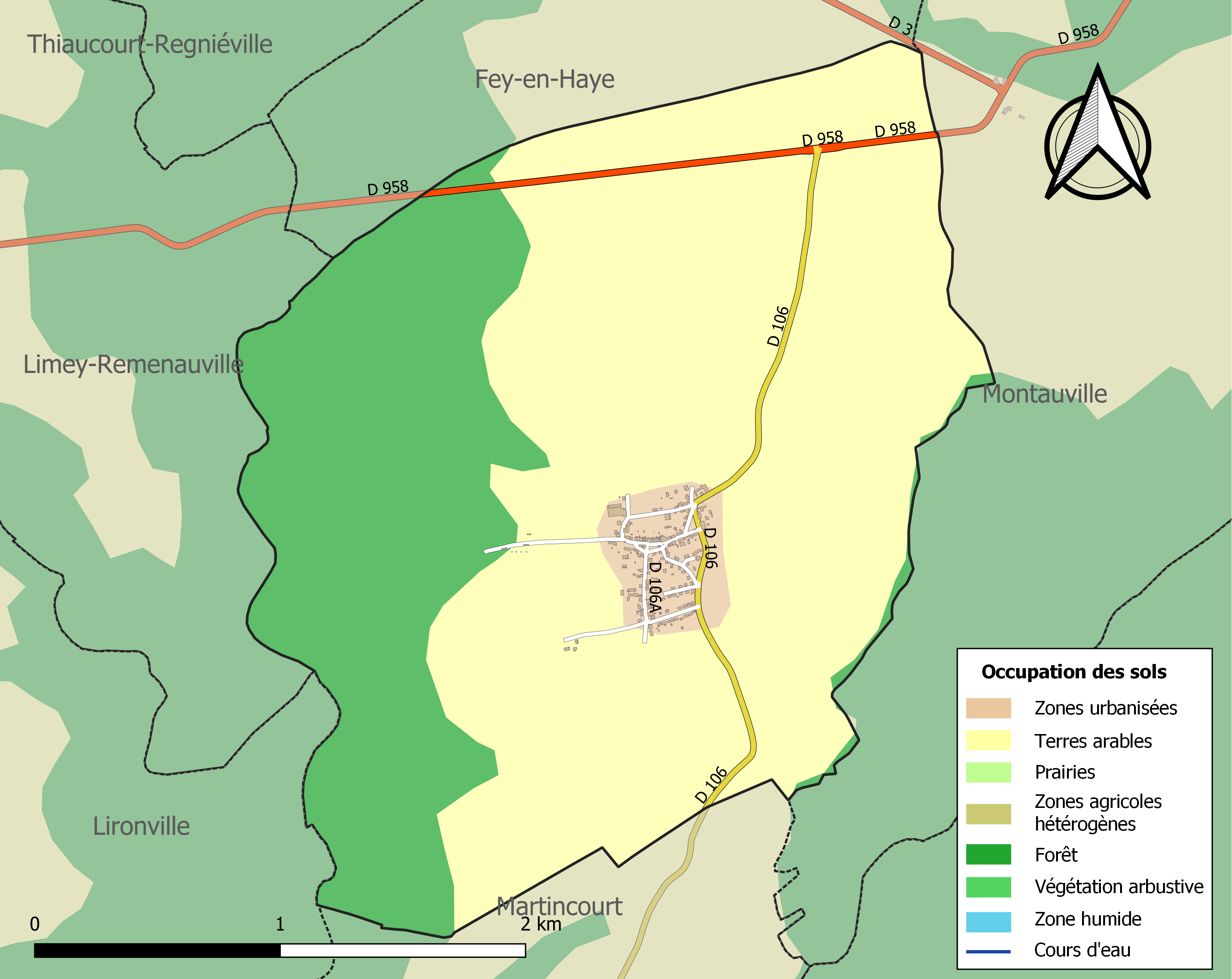
Carte des infrastructures et de l'occupation des sols de la commune en 2018 (CLC).

## Toponymie
Le nom de la localité est attesté sous les formes Villa que vocatur Mamacus, in comitatu Sarpontensi (918) ; Maumey (1344) ; Mayey (1402) ; Mameis, Mames (1402) ; Mamei, Memey (1421) ; Mesmey (1568).

Ce toponyme pourrait être lié à saint Mammès[réf. nécessaire], mais les preuves en restent à fournir, toutefois Henri Lepage cite l’orthographe Mames dans le Dictionnaire topographique du département de la Meurthe.

## Histoire
Au XXe siècle des substructions d'époque romaine et un enclos protohistorique ont été signalés sur le territoire de la commune.
Les éléments d'information concernant cette commune semblent rares, toutefois, les historiens s'accordent à faire dépendre le village de la seigneurie et du château de Pierrefort dès le XVIe siècle,. Par ailleurs le répertoire archéologique du comte Beaupré mentionne plusieurs découvertes des époques gallo-romaines et antérieures sur les communes voisines, indiquant la fréquentation possible du site et de sa source aux temps anciens.

La commune pourrait même être une fondation médiévale puisqu'elle apparaît dans un titre de l'année 918, et citée par les comtes de Bar, d'après Lepage :
« Ce village est assez ancien : en 1334, Gérard, sire d'Haraucourt, reconnaît tenir d'Édouard, comte de Bar, ce qu'il a en la ville de Mamey-en-Rays, et doit un mois de garde à Pont-à-Mousson. »
- Village anéanti par la Wehrmacht lors du retrait des troupes en 1944 : il en est resté une seule maison et l'église (massacre de la vallée de la Saulx).

## Politique et administration
| Période                                  | Période   | Identité               | Étiquette | Qualité                               |
| ---------------------------------------- | --------- | ---------------------- | --------- | ------------------------------------- |
| Les données manquantes sont à compléter. |           |                        |           |                                       |
| avant 1981                               | ?         | Henri Barth            |           |                                       |
| mars 2001                                | mars 2008 | Évelyne Mizera         |           |                                       |
| mars 2008                                | 2014      | Pierre Robert          |           |                                       |
| mars 2014                                | mai 2020  | Michèle Schnitzler     |           | Profession rattachée à l'enseignement |
| mai 2020                                 | En cours  | Charles-Henry Aubriot, |           | Agriculteur sur petite exploitation   |

## Population et société

### Démographie
L'évolution du nombre d'habitants est connue à travers les recensements de la population effectués dans la commune depuis 1793. Pour les communes de moins de 10 000 habitants, une enquête de recensement portant sur toute la population est réalisée tous les cinq ans, les populations de référence des années intermédiaires étant quant à elles estimées par interpolation ou extrapolation. Pour la commune, le premier recensement exhaustif entrant dans le cadre du nouveau dispositif a été réalisé en 2007.

En 2022, la commune comptait 335 habitants, en évolution de −1,47 % par rapport à 2016 (Meurthe-et-Moselle : −0,13 %, France hors Mayotte : +2,11 %).
| 1793 | 1800 | 1806 | 1821 | 1831 | 1836 | 1841 | 1846 | 1851 |
| ---- | ---- | ---- | ---- | ---- | ---- | ---- | ---- | ---- |
| 273  | 251  | 264  | 283  | 309  | 361  | 391  | 411  | 391  |

| 1856 | 1861 | 1872 | 1876 | 1881 | 1886 | 1891 | 1896 | 1901 |
| ---- | ---- | ---- | ---- | ---- | ---- | ---- | ---- | ---- |
| 374  | 356  | 317  | 306  | 311  | 295  | 270  | 274  | 259  |

| 1906 | 1911 | 1921 | 1926 | 1931 | 1936 | 1946 | 1954 | 1962 |
| ---- | ---- | ---- | ---- | ---- | ---- | ---- | ---- | ---- |
| 252  | 240  | 175  | 153  | 145  | 140  | 100  | 121  | 166  |

| 1968 | 1975 | 1982 | 1990 | 1999 | 2006 | 2007 | 2012 | 2017 |
| ---- | ---- | ---- | ---- | ---- | ---- | ---- | ---- | ---- |
| 184  | 201  | 175  | 202  | 223  | 299  | 310  | 338  | 339  |

| 2022 | - | - | - | - | - | - | - | - |
| ---- | - | - | - | - | - | - | - | - |
| 335  | - | - | - | - | - | - | - | - |

## Économie
Les historiens s'accordent à décrire une économie essentiellement agricole et faiblement viticole,  au XIXe siècle,  
« Surf. territ. 634 ha dont 524 hect. en terres lab., 5 en prés, 1 en vignes, 209 en bois. L'hectare semé en blé peut rapporter de 8 à 10 hectol.,en orge de 10 à 12, en avoine de 12 à 15. Bêtes à cornes et porcs. Culture principale : la pomme de terre. »,

### Secteur primaire ouAgriculture
Le secteur primaire comprend, outre les exploitations agricoles et les élevages, les établissements liés à l’exploitation de la forêt et les pêcheurs.
D'après le recensement agricole 2010 du ministère de l'Agriculture (Agreste), la commune de Mamey était majoritairement orientée sur la production de céréales et d'oléagineux (mais aussi poly-élevage) sur une surface agricole utilisée d'environ 548 hectares (surface cultivable communale) en hausse depuis 1988- Le cheptel en unité de gros bétail s'est renforcé de 29 à 228 entre 1988 et 2010. Il n'y avait plus que 7 exploitations agricoles ayant leur siège dans la commune employant 8 unités de travail.

## Culture locale et patrimoine

### Lieux et monuments
- Église Saint-Hubert reconstruite en 1789 (pèlerinages).
- Deux croix de chemin.
- Croix de mission.

### Personnalités liées à la commune
- Jean Veber, illustrateur, notamment de la Première Guerre mondiale, a placé l'une de ses œuvres à Mamey[28].

### Héraldique, logotype et devise
| Blason de Mamey | Blason  | D'azur à deux bars adossés d'or, surmontés d'un massacre crucifère d'argent; à la bordure engrêlée d'or. |
| Blason de Mamey | Détails | Le statut officiel du blason reste à déterminer.                                                         |

Mamey dépendait de la seigneurie de Pierrefort, ce qui est symbolisé par les bars et la bordure. En effet, le seigneur de Pierrefort portait les armes de Bar, à la bordure engrêlée (sceau de Pierre Ier en 1314). Le massacre crucifère symbolise saint Hubert, patron de la paroisse.